# Imre Héra
Imre Héra (* 3. September 1986 in Budapest) ist ein ungarischer Schach-Großmeister.

## Leben
Héra wurde 2007 Großmeister. Er lernte das Schachspiel mit sechs Jahren. Héra teilte 1994 in Paks den I.-IV. Platz bei den ungarischen U-10 Meisterschaften, und er teilte den VI. Platz bei den Jugendweltmeisterschaften der Altersklasse U10 in Szeged. Bei den ungarischen U10-Meisterschaften 1996 teilte er erneut den I. Platz, bei der U10-Weltmeisterschaft in Menorca erzielte er den V. Platz. Bei den ungarischen U12-Schnellschach-Meisterschaften 1998 siegte er, so auch bei den Weltmeisterschaften in Paris. Héra siegte 1998 bei einem First Saturday-Turnier (FS04 IM) in Budapest. Er siegte 2000 bei den ungarischen U14-Schnellschach-Meisterschaften. In den nächsten vier Jahren konzentrierte er sich auf die Schule.
Héra wurde 2005 Zweiter bei einem First Saturday-Turnier (FS10 GM) in Budapest, dann erspielte er den V.-XI. Platz bei Open in Harkány und die erste GM-Norm, es folgte der II-IV. Platz in Oberwart 2006. Sehr gut hat er bei den Europameisterschaften in Dresden 2007 abgeschnitten, er erfüllte eine weitere GM-Norm, erreichte nach den Feinwertung den XIV. Platz und qualifizierte sich damit auch für den Schach-Weltpokal 2007, wo er in erster Runde gegen Sergei Rublewski verlor. Héra siegte beim Open in Oberwart 2007.

## Vereine
In der NB I. Szabó László csoport, der höchsten ungarischen Spielklasse, spielte Héra in der Saison 1999/2000 beim Mat(t)ador SC, in der Saison 2008/09 bei Szombathelyi MÁV Haladás VSE, mit dem er 2008 auch am European Club Cup teilnahm, von 2009 bis 2012 bei Aquaprofit NTSK, mit dem er 2010, 2011 und 2012 Meister wurde; von 2012 bis 2014 gehörte er Pénzügyőr Sport Egyesület an. Von 2016 bis 2018 trat er für DVTK Sport Korlátolt Felelősségű Társaság an, seit 2018 spielt er für HVSE Infraplan. In der österreichischen Bundesliga spielte er von 2010 bis 2013 beim SK Sparkasse Fürstenfeld und in der Saison 2019/20 für die Spielgemeinschaft Fürstenfeld/Hartberg, in Belgien spielt er seit 2012 bei den Schachfreunden Wirtzfeld, mit denen er 2013 und 2018 Meister wurde. In der deutschen Schachbundesliga spielt er seit der Saison 2014/15 beim SC Hansa Dortmund, zuvor war er in der Saison 2012/13 beim SV Griesheim gemeldet, blieb jedoch ohne Einsatz. In der polnischen Mannschaftsmeisterschaft spielt er seit 2010 bei UKS Rotmistrz Grudziądz, in der slowakischen Extraliga spielte er von 2005 bis 2008 für den ŠK HOFFER Komárno, mit dem er 2006 und 2007 Meister wurde, und in der Saison 2009/10 für die Mannschaft von TJ INBEST Dunajov. In der niederländischen Meesterklasse spielt er seit der Saison 2015/16 für Charlois Europoort, in der Schweizer Bundesliga seit der Saison 2015/16 für den SC Gonzen, mit dem er 2016, 2018 und 2019 Meister wurde. In der französischen Top 12 spielt Héra seit 2018 für Grasse Echecs.